# مکائوی بال‌سبز
طوطی سرخ‌وسبز یا مکائوی بال‌سبز (نام علمی: Ara chloropterus)، بزرگ‌ترین گونه عمدتاً قرمز رنگ در خانواده ماکائوهاست. این گونه بزرگ‌ترین نوع در خانواده خود یعنی آرا بوده و گسترده آن در جنگل‌های انبوه و جنگل‌های کم‌درخت و نورگیر از شمال تا مرکز آمریکای جنوبی است. با این حال، وجه مشترکی با دیگر ماکائوها دارد که در از دست دادن زیستگاه طبیعی و شکار غیرقانونی، تجارت در قفس و کاهش جمعیت وحشی در سالیان اخیر خلاصه می‌شود.

## ریخت‌شناسی
مکائوی بال‌سبز را به آسانی می‌توان از مکائوی سرخ‌فام که شباهت‌های جزئی با یکدیگر دارند شناسایی کرد، در حالی‌که سینه هر دو گونه به رنگ سرخ روشن می‌باشد ولی تفاوت اساسی در رنگ بال‌ها نهفته‌است. در مکائوی بال‌سبز انتهای رویی بال‌ها به رنگ سبز بوده (و در مکائوی سرخ‌فام این ناحیه برخلاف مکائوی بال‌سبز به رنگ زرد یا زردوسبز می‌باشد) اما تفاوت دیگر در ناحیه پیرامون چشم می‌باشد که در مکائوی بال‌سبز این ناحیه با خطوط مشخص و منظم قرمزرنگ که از جنس پر می‌باشند، پوشیده شده ولی در مکائوی سرخ‌فام این ناحیه با پوستی سفیدرنگ پرنده بدون هیچ پر یا رنگ خاصی تشکیل شده‌است. این تفاوت یکی از تفاوت‌های اساسی است که با چشم می‌توان سریع تشخیص داد. ویژگی برجسته این گونه پرهای رنگین‌کمانی و رنگ قرمز سیر که پرهای دم را احاطه کرده می‌باشد. 
دومین ویژگی از لحاظ اندازه با طوطی آبی‌سنبلی است؛ که مکائوی بال‌سبز بزرگ‌ترین گونه از لحاظ اندازه در خانواده مکائوها است. طول بال‌های این پرنده می‌تواند تا ۴۹ اینچ (125 cm) و طول بدن تا ۳۹ اینچ (100 cm) باشد. پرنده بالغ سالم بین ۱۲۵۰ تا ۱۷۰۰ گرم وزن دارند.
طوطی مکائوی بال‌سبز نوک بسیار نیرومندی دارد که می‌تواند 2000psi فشار تولید کند و می‌تواند نیروی ضربه محکم و ناگهانی دسته جارو را در نیمی از فشار نوک تولید کند. این نوک آن‌قدر نیرومند و تکامل‌یافته‌ است که می‌تواند به‌ آسانی پوسته سخت‌ترین آجیل‌ها و دانه‌ها را بشکند.

## رفتار
به طور کلی مکائوهای بال‌سبز زندگی اجتماعی دارند. جنس ماده ۲ تا ۳ تخم در لانهٔ ساخته‌شده در حفره درخت می‌گذارد و ۲۸ روز روی آنها می‌خوابد. جوجه‌های پردار در حدود ۹۰ روز پس از خارج شدن از تخم لانه را ترک می‌کنند.

## نگارخانه

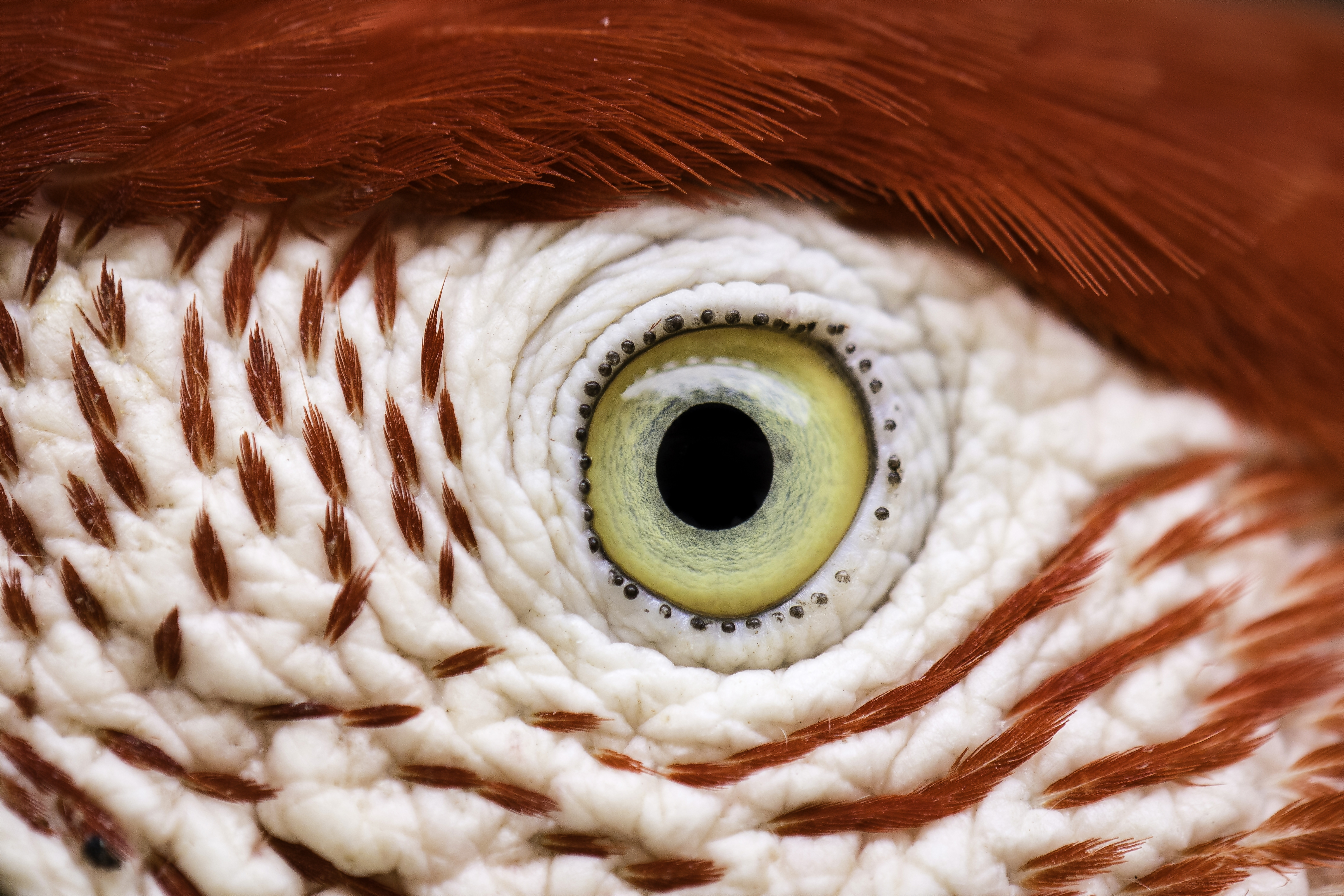
نگاره‌ای  ثبت‌شده با استفاده از لنز ماکرو از چشم یک مکائوی بال‌سبز.
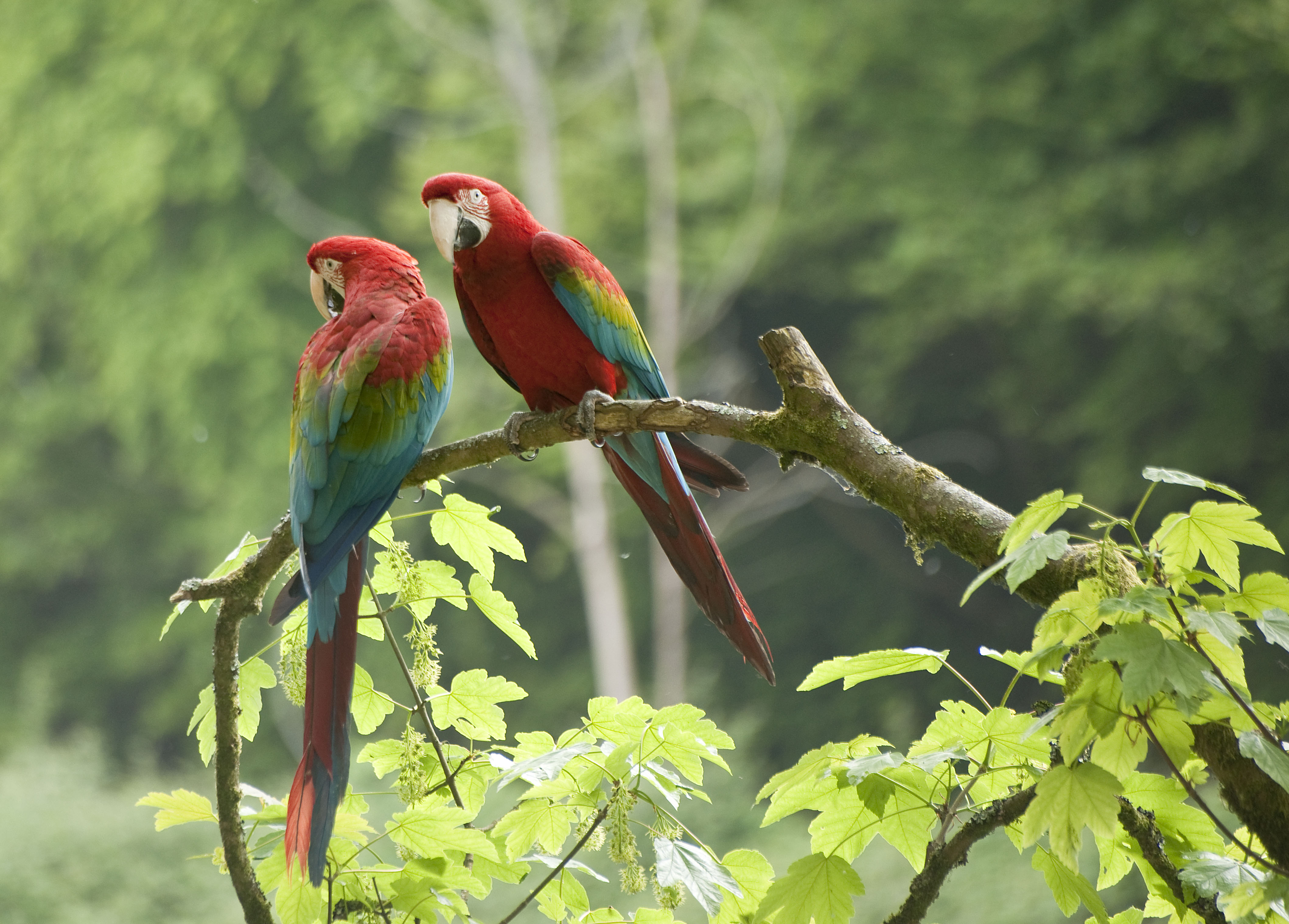
در باغ وحش La Palmyre، فرانسه
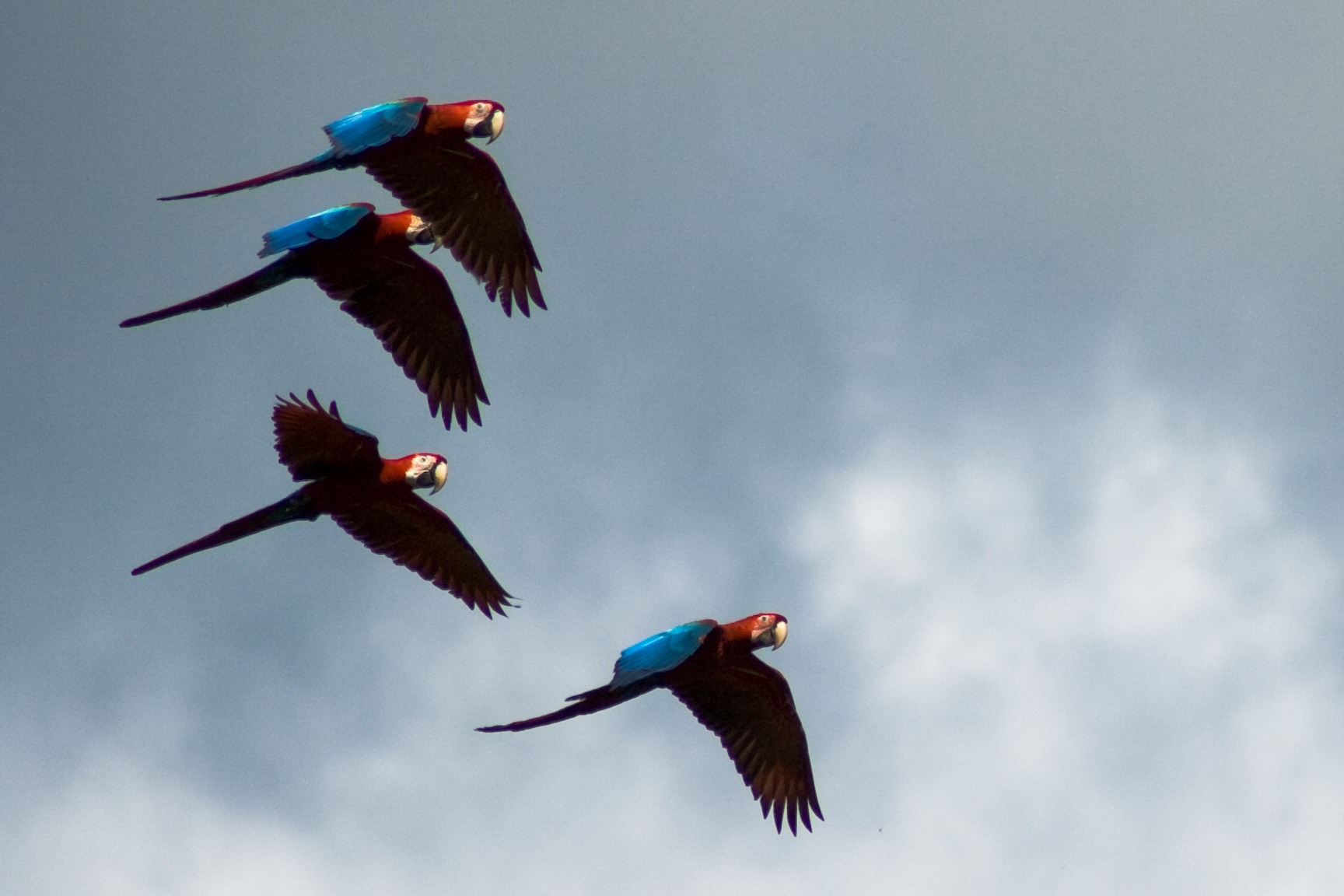
پرواز ماکائو بال‌سبز در پرو
- در قلمرو جانوران دیسنی
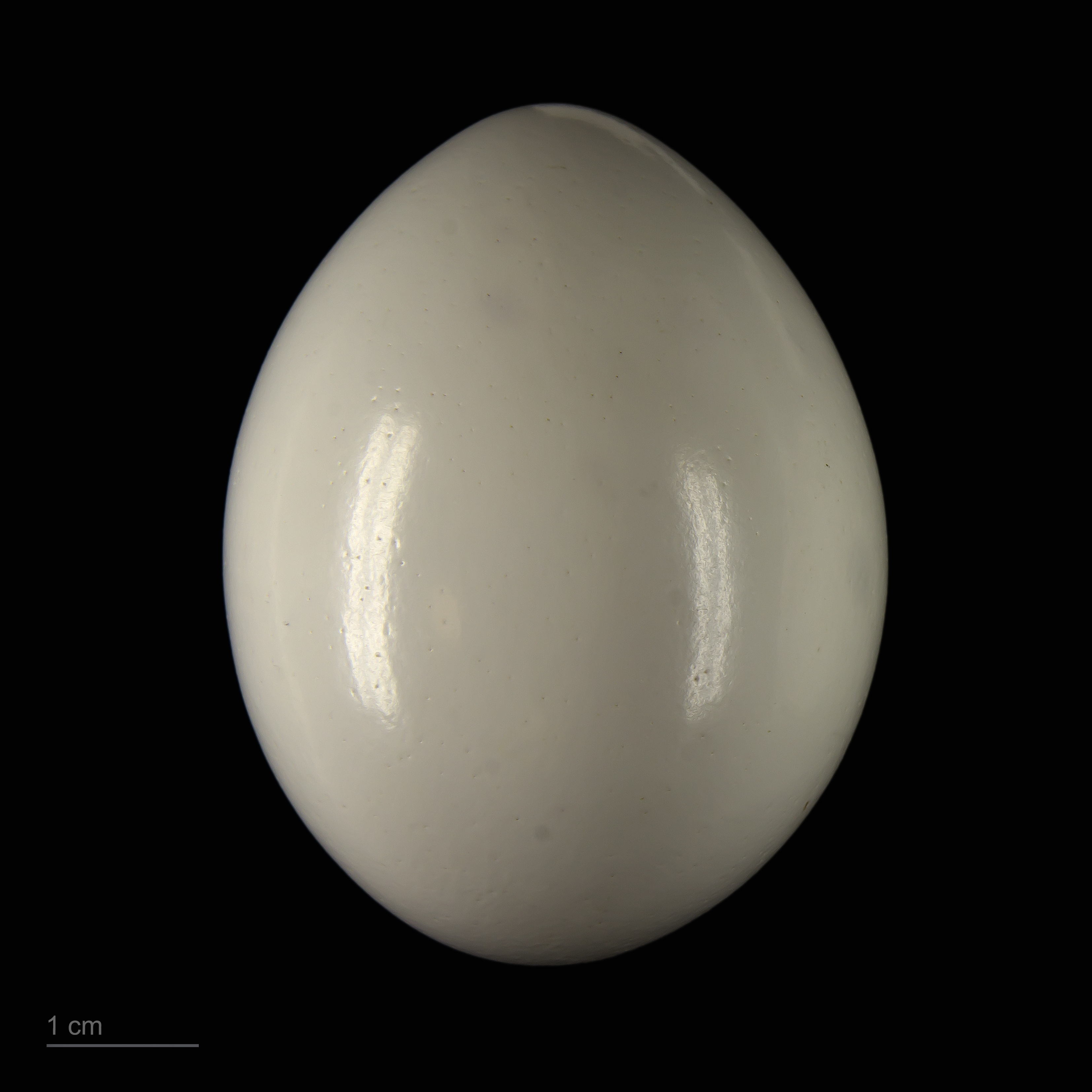
Ara chloropterus